# Casc de Leiro

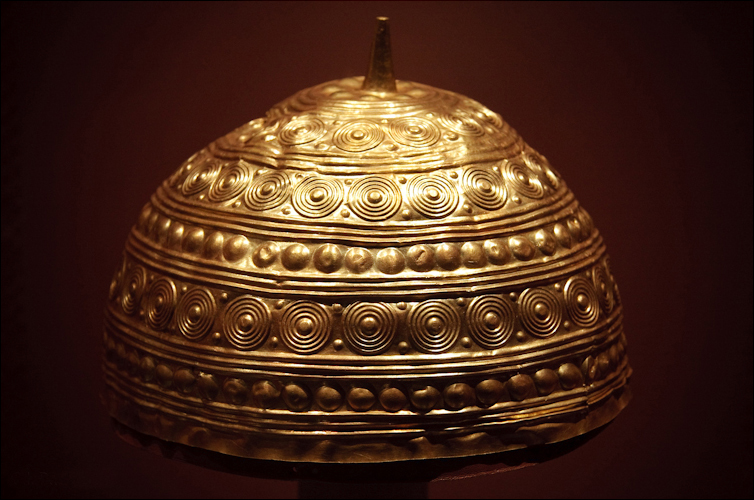
El casc de Leiro, exposat al Museu Arqueològic i Històric del Castell de Santo Antón, de La Corunya

El casc de Leiro és un casc d'or que data dels anys 1000 ae-800 ae, trobat en un paratge rocós d'una platja, conegut com a Corruncho dos Porcos, pertanyent a la parròquia de Leiro, situada al municipi de Rianxo, a la província de La Corunya, Galícia.

## Simbologia
És un casc ritual, que per la seua forma, decoració i cronologia s'ha comparat amb els bols del tresor de Villena (Alacant) i els bols d'Axtroki.

## Característiques
- Forma: casc.
- Material: or.
- Context/estil: bronze final.[1]
- Tècnica: repussat, martellejat.
- Altura: 15 cm.
- Diàmetre: 19,5 cm.
- Pes: 270 grams.

## Conservació
La peça està exposada al Museu Arqueològic i Històric de Santo Antón de La Corunya (Galícia).